# Cruz de Piedra (Tranvía de Tenerife)
Cruz de Piedra es el nombre de una parada de la línea 1 del Tranvía de Tenerife. Se encuentra en Barrio Nuevo, en San Cristóbal de La Laguna.
Su nombre deriva de la Cruz de Piedra que se encuentra en una rotonda cercana.
Se inauguró el 2 de julio de 2007, junto con todas las de la línea 1.

## Accesos
- Avenida de los Menceyes, impares
- Avenida de los Menceyes, pares

## Líneas y conexiones

### Tranvía
| Línea | Origen         | Destino     |
| ----- | -------------- | ----------- |
|       | Intercambiador | La Trinidad |

## Lugares próximos de interés
- Datos: Q5792428
- Multimedia: Cruz de Piedra (Tranvía de Tenerife) / Q5792428